# Alianza Democrática de Suazilandia
La Alianza Democrática de Suazilandia (Swaziland Democratic Alliance en inglés original, con las siglas SDA) es una coalición de partidos políticos de Suazilandia. Se fundó en mayo de 1999 con la unión del Congreso de Liberación Nacional Ngwane, el Movimiento Popular Democrático Unido (PUDEMO) y la Federación de Sindicatos de Suazilandia (SFTU).
- Datos: Q5668501